# Arthur Pecsteen
Le baron Arthur Pecsteen, né le 3 août 1834 à Bruges et mort le 30 août 1895 à Oostkamp, est un homme politique belge.

## Biographie
Arthur Pecsteen est le fils du baron Gustave Pecsteen et le neveu d'Adolphe de Vrière. Marié à  Marie Peers de Nieuwburgh (nièce d'Ernest Peers), il est le père de Raymond Pecsteen (nl).
Il habitait au château de Ruddervoorde et un hôtel de maître situé rue des Dominicains à Bruges.
Major du 1er bataillon d'état-major de la Garde civique] de Bruges depuis le 18 novembre 1860, il est nommé lieutenant-colonel commandant la Garde civique de Bruges le 31 janvier 1867. Il y organisa les fêtes patriotiques, célébrées par les officiers, sous-officiers et caporaux les 24 et 31 juillet 1881. En remerciement pour sa vie militaire, le "Chef de la Garde" reçut une soupière en argent offerte par la ville de Bruges. Le capitaine-commandant et secrétaire de l'état-major E. Vande Bussche écrivit ses Notes sur la légion de Bruges qu'il publia en souvenir de ces fêtes.
Léon Herbo peint son portrait en pied et il y porte la grande tenue de la Garde, son sabre et ses décorations.

## Fonctions et mandats
- Échevin de Bruges,
- Membre de la Chambre des représentants de Belgique : 1880-1884,
- Lieutenant-colonel commandant la Garde civique de Bruges : 1867-1895.

## Décorations
- Chevalier de l'ordre de Léopold,
- Croix civique de première classe
- Chevalier de l'ordre de la branche ernestine de Saxe,
- Chevalier de l'ordre d'Albert le Valeureux

## Sources
- Jean-Luc DE PAEPE & Christiane RAINDORF-GERARD, Le Parlement belge, 1831-1894, Brussel, 1996.
- Simone de Geradon, Généalogie de la famille Pecsteen, 1972
- E. Vanden Bussche, La Garde civique de Bruges depuis 1830, Imprimerie mécanique, Daveluy, Quai vert, Bruges, 1881. (Ce livre est spécialement dédié et offert à Arthur Pecsteen). Ce petit livre relié a fait partie de la collection du baron Jean de Brouwer.